# Терпигорєв Олександр Митрофанович

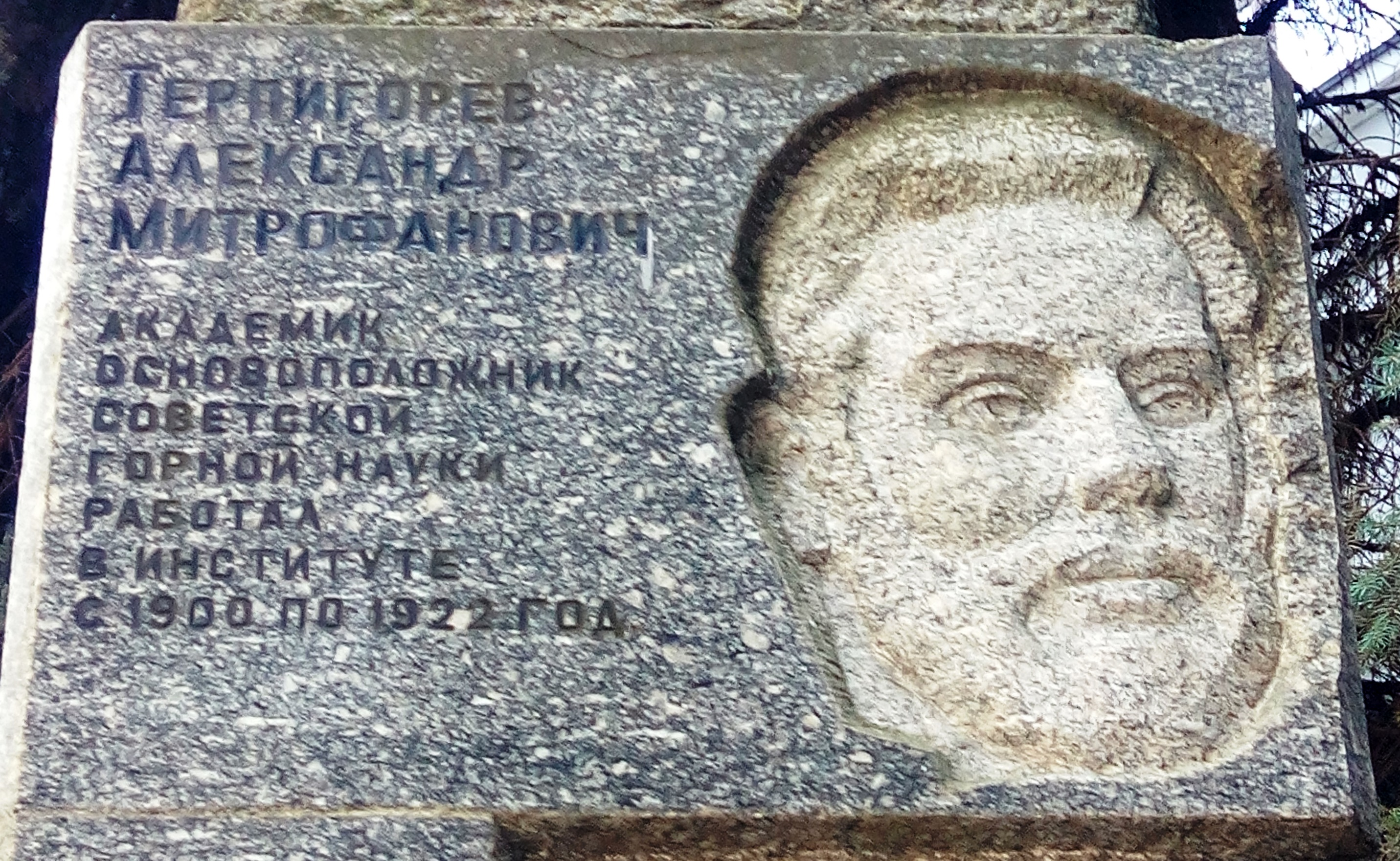
Барельєф Терпигорєву О. М. перед центральним корпусом НТУ "Дніпровська політехніка"

Терпигорєв Олександр Митрофанович (1873—1959), вчений у галузі гірничої справи, дійсний член АН СРСР, родом з Тамбова. 1897—1900 працював у копальнях Донбасу, з 1900 викладав (з 1906 — професор) у Катеринославському вищому гірничому училищі, 1922—59 — професор Московської гірничої академії. Основні праці Терпигорєва О. М. стосуються експлуатації вугільних родовищ і механізації гірничих робіт. Терпигорєв є одним з авторів праці «Опис Донецького басейну», брав участь в опрацюванні планів відбудови Донбасу в 1921—22 і 1943—44 роках.
О. М. Терпигорєв вважається основоположником наукової дисципліни «Рудниковий транспорт». У 1901 р. він видав книгу «Доставка».